# 四川広播電視台
四川広播電視台（四川广播电视台、英語: Sichuan Radio and Television，SRT）は、中国四川省で主にラジオおよびテレビ番組の制作に従事する大規模な地方機関である。
2010年1月21日に設立された四川広播電視台（SRT）は、旧・四川人民放送局（四川人民广播电台）、四川テレビ局（四川电视台）、四川ラジオテレビグループ（四川广播电视集团）が合併したものである。
12のテレビチャンネルと10のラジオチャンネルを持っており、 その中の「熊猫新媒体」は、主に四川省のラジオ・テレビ局の公式ウェブサイトとIPTV事業を運営している。 「四川観察」は、同局の新しいメディア・プラットフォームでもあり、抖音のプラットフォームには多くのファンがいて、公開する動画は多くの注目を集めている。

## テレビジョン放送

### ロゴ
ロゴは1994年9月1日午前7時に発表された。 四川テレビ局のロゴは「四川」の文字を組み合わせたものである。 昔から、「四」の字を円形にし、ロゴの「四」の字の右側の2画と 漢字の「四」の右の2画と「四」の字を合わせて「川」となり、ロゴ全体が漢字の「四川」となる。 ロゴの色は当初3色だったが、その後何度も微調整されている。 なお、四川テレビのロゴはもともと1991年に設立された中国四川国際テレビ局のロゴであった。

### チャンネル
四川広播電視台のテレビサービスは、1958年に設立され、1960年5月1日に開局した四川電視台（Sichuan Television）を起源とし、中国で最も早く衛星放送を開始した地方テレビ局の一つである。 2003年8月1日から、四川テレビは衛星を使用してデジタル信号を送信しており、その番組は全国、全省、東南アジアをカバーしている。 5億6000万人、既存の12チャンネルをカバーする。
| チャンネル名 | チャンネル名               | 放送言語                    |
| ------------ | -------------------------- | --------------------------- |
| SCTV-1       | 四川衛視                   | 中国語                      |
| SCTV-2       | 経済頻道                   | 中国語                      |
| SCTV-3       | 文化旅游頻道               | 中国語                      |
| SCTV-4       | 新聞頻道                   | 中国語                      |
| SCTV-5       | 影視文芸頻道               | 中国語                      |
| SCTV-6       | 星空購物頻道               | 中国語                      |
| SCTV-7       | 婦女児童頻道               | 中国語                      |
| SCTV-8       | 科教頻道                   | 中国語                      |
| SCTV-9       | 郷村頻道                   | 中国語                      |
| SCTV-10      | 峨眉電影頻道               | 中国語                      |
| SCTV-11      | 康巴衛視 (ཁམས་པའི་བརྙན་འཕྲིན།) | チベット語(康巴方言) 中国語 |

#### 過去に存在したテレビ放送
- 国際頻道 2010年2月28日放送開始[4]、2021年2月24日放送終了。放送終了当日、APSTAR-5C衛星（138.0）から信号を撤去。

- 星空都市頻道 放送開始・終了時期不明。

## ラジオ放送
四川広播電視台のラジオ放送は、1952年10月1日に設立された四川人民広播電台を起源とし、現在は9つの放送周波数を持っている。
注：周波数は、特に表示がない限り、同一周波数をカバーするか、成都地域の周波数に基づいている。
| 名称                      | 言語                                                  | 周波数            | 放送開始       |
| ------------------------- | ----------------------------------------------------- | ----------------- | -------------- |
| 四川之声                  | 中国語                                                | FM98.1 AM1116     | 1952年10月1日  |
| 四川財富広播              | 中国語                                                | FM94.0            | 1991年1月1日   |
| 四川民族広播              | 中国語 チベット語カンバ方言 チベット語アムド方言 彝語 | AM954 SW6060,7225 | 1994年10月1日  |
| 岷江音楽広播              | 中国語                                                | FM95.5            | 1994年10月8日  |
| 四川交通広播              | 中国語                                                | FM101.7           | 2003年12月28日 |
| 四川文芸広播              | 中国語                                                | FM90.0            | 2009年         |
| 四川新聞広播              | 中国語                                                | FM106.1           | 2012年1月1日   |
| 城市之音                  | 中国語                                                | FM102.6           |                |
| 天府之声 (四川私家车广播) | 中国語                                                | FM92.5            |                |

### 過去に存在したラジオ放送
- 四川証券広播電台 1993年6月28日に開局した四川省初の有料ラジオ局。1998年6月に四川人民ラジオ局証券台に改称。2000年2月に停波。
- 四川健康之声広播  四川経済広播電台と四川省衛生庁が共同で設立。1997年12月1日に試験放送を開始し、1998年1月1日に正式開局。2001年4月に経済チャンネルに統合。
- 四川信息広播電台 1992年12月15日に試験放送を開始し、1994年12月15日に正式開局。1996年6月18日に四川婦女児童広播電台に改称。1998年6月に四川人民広播電台婦女児童台に改称。2000年1月1日に四川電台都市之声に改称。2001年4月に音楽チャンネルに統合。
- 四川旅游生活広播(FM97.0MHz)  旧四川電台都市生活広播（旅遊広播）。2003年10月1日に試験放送を開始し、2019年11月1日に停波。

## 論争

### 四川衛視黄家駒侮辱事件
2009年9月25日、四川衛視のバラエティ番組『天下笑友会』の司会者および中国東北地方のコメディアンが黄家駒を侮辱する発言をし、Beyondのファンから強い抗議を受け、最終的にテレビ局が公開謝罪した。

### 四川衛視へのクレーム処理
2019年4月18日正午、杭州西湖公安局転塘派出所はクレームを受け付けた。当該者は、杭州華数有線デジタルテレビに四川衛視がないため、警察官が現場に行って処理するよう求めた。
当番の警察官である王金磊はすぐに当該者に電話をかけた。しかし当該者は、「中国大陸には少なくともすべての放送局があるべきだ」と主張し、その後、西湖区公安局は「無効な通報」と判断した。この件が広まった後、杭州華数は微博で「四川衛視と杭州華数のライセンスが期限切れになったため」と述べ、その後、関連する微博動画を削除した。